# Cyclasterope hendersoni
Cyclasterope hendersoni is een mosselkreeftjessoort uit de familie van de Cylindroleberididae. De wetenschappelijke naam van de soort is voor het eerst geldig gepubliceerd in 1897 door Brady.